# José Antonio Rueda
José Antonio Rueda Ruiz (Los Palacios y Villafranca, Sevilla, 29 de octubre de 2005) es un piloto de motociclismo español que participa en el Campeonato del Mundo de Moto3 con el Red Bull KTM Ajo. En 2022 resultó campeón en el FIM CEV Moto3 Junior World Championship y en la Red Bull MotoGP Rookies Cup.

## Biografía
Inicios
Rueda corrió la European Talent Cup durante las temporadas 2018 y 2019 logrando en ambas temporadas un 4.º puesto. En 2020 dio el paso al FIM CEV Moto3 Junior World Championship, el cual disputaría tres temporadas de la mano de Honda y del que se proclamaría campeón en 2022. Durante 2022, también disputó y ganó la Red Bull MotoGP Rookies Cup, sumando 224 puntos al final de la temporada.
Durante este periodo debutó en el Campeonato del Mundo de Motociclismo en la categoría de Moto3. Disputó el Gran Premio de la Comunidad Valencia 2021 con el Indonesian Racing Team Gresini Moto3 en sustitución de Gabriel Rodrigo y el Gran Premio de Francia 2022 con el Rivacold Snipers Team en sustitución de Alberto Surra.
2023
Para la temporada 2023 se anunció que sería piloto de Moto3 siendo parte del Red Bull KTM Ajo junto con el piloto turco Deniz Öncü.

## Resultados

### FIM CEV Moto3 Junior World Championship
(Carreras en negrita indica pole position, carreras en cursiva indica vuelta rápida)
| Temp. | Moto  | 1      | 2      | 3      | 4      | 5      | 6      | 7      | 8       | 9       | 10     | 11      | 12     | Pts. | Pos. |
| ----- | ----- | ------ | ------ | ------ | ------ | ------ | ------ | ------ | ------- | ------- | ------ | ------- | ------ | ---- | ---- |
| 2020  | Honda | EST 22 | POR 22 | JER 6  | JER 12 | JER 11 | ARA 12 | ARA 13 | ARA 10  | VAL Ret | VAL 11 | VAL 7   |        | 46   | 12.° |
| 2021  | Honda | EST 15 | VAL 10 | VAL 13 | CAT 3  | CAT 6  | POR 4  | ARA 2  | JER Ret | JER DNS | RSM 19 | VAL Ret | VAL 15 | 70   | 8.°  |
| 2022  | Honda | EST 2  | VAL 4  | VAL 1  | CAT 1  | CAT 1  | JER 2  | JER 1  | ALG 1   | MIS 2   | ARA 3  | VAL 4   | VAL 5  | 238  | 1.°  |

### Red Bull MotoGP Rookies Cup
(Carreras en negrita indica pole position, carreras en cursiva indica vuelta rápida)
| Temp. | 1     | 2     | 3     | 4     | 5      | 6     | 7     | 8     | 9     | 10    | 11    | 12    | 13    | 14    | Pts. | Pos. |
| ----- | ----- | ----- | ----- | ----- | ------ | ----- | ----- | ----- | ----- | ----- | ----- | ----- | ----- | ----- | ---- | ---- |
| 2022  | POR 1 | POR 2 | JER 1 | JER 3 | MUG 11 | MUG 6 | SAC 1 | SAC 4 | RBR 2 | RBR 4 | ARA 2 | ARA 6 | VAL 4 | VAL 7 | 224  | 1.°  |

### Campeonato del Mundo de Motociclismo
Sistema de puntuación de 1993 hasta 2022:
| Posición | 1.º | 2.º | 3.º | 4.º | 5.º | 6.º | 7.º | 8.º | 9.º | 10.º | 11.º | 12.º | 13.º | 14.º | 15.º |
| Puntos   | 25  | 20  | 16  | 13  | 11  | 10  | 9   | 8   | 7   | 6    | 5    | 4    | 3    | 2    | 1    |

Sistema de puntuación desde 2023 en adelante:
| Posición       | 1.º | 2.º | 3.º | 4.º | 5.º | 6.º | 7.º | 8.º | 9.º | 10.º | 11.º | 12.º | 13.º | 14.º | 15.º |
| Puntos         | 25  | 20  | 16  | 13  | 11  | 10  | 9   | 8   | 7   | 6    | 5    | 4    | 3    | 2    | 1    |
| Carrera sprint | 12  | 9   | 7   | 6   | 5   | 4   | 3   | 2   | 1   |      |      |      |      |      |      |

#### Carreras por año
| Año  | Cat.  | Moto | 1       | 2      | 3       | 4       | 5     | 6      | 7      | 8     | 9       | 10     | 11    | 12    | 13      | 14     | 15     | 16     | 17     | 18      | 19     | 20    | 21  | 22  | Pos. | Pts. |
| ---- | ----- | ---- | ------- | ------ | ------- | ------- | ----- | ------ | ------ | ----- | ------- | ------ | ----- | ----- | ------- | ------ | ------ | ------ | ------ | ------- | ------ | ----- | --- | --- | ---- | ---- |
| 2021 | Moto3 | KTM  | QAT     | DOH    | POR     | SPA     | FRA   | ITA    | CAT    | GER   | NED     | EST    | AUT   | GBR   | ARA     | RSM    | AME    | ERM    | ALG    | VAL Ret |        |       |     |     | NC   | 0    |
| 2022 | Moto3 | KTM  | QAT     | INA    | ARG     | AME     | POR   | SPA    | FRA 21 | ITA   | CAT     | GER    | NED   | GBR   | AUT     | RSM    | ARA    | JPN    | THA    | AUS     | MAL    | VAL   |     |     | 38.º | 0    |
| 2023 | Moto3 | KTM  | POR 4   | ARG 23 | AME 10  | SPA 5   | FRA 9 | ITA 14 | GER 13 | NED 6 | GBR 8   | AUT 11 | CAT 3 | RSM 9 | BAH 10  | JPN 10 | INA 5  | AUS 18 | THA 16 | MAL Ret | QAT 16 | VAL 6 |     |     | 9.º  | 121  |
| 2024 | Moto3 | KTM  | QAT Ret | POR 2  | AME DNS | SPA DNP | FRA 8 | CAT 3  | ITA 15 | NED 4 | GER Ret | GBR 9  | AUT 7 | ARA 1 | RSM Ret | ERM 10 | INA 11 | JPN 5  | AUS 9  | THA 16  | MAL 3  | SLD 4 |     |     | 7.º  | 157  |
| 2025 | Moto3 | KTM  | THA 1   | ARG 3  | AME 1   | QAT Ret | SPA 1 | FRA 1  | GBR 1  | ARA 8 | ITA 4   | NED 1  | GER 3 | CZE 1 | AUT 5   | HUN    | CAT    | RSM    | JPN    | INA     | AUS    | MAL   | POR | VAL | 1.º  | 239  |

| Color     | Resultado                                                               |
| --------- | ----------------------------------------------------------------------- |
| Oro       | Ganador                                                                 |
| Plata     | 2.ª plaza                                                               |
| Bronce    | 3.ª plaza                                                               |
| Verde     | Finalizó en los puntos                                                  |
| Azul      | Finalizó sin puntos                                                     |
| Azul      | NC - No clasificado                                                     |
| Violeta   | Ret - No terminó (Carrera)                                              |
| Rojo      | DNQ - No se clasificó                                                   |
| Negro     | DSQ - Descalificado                                                     |
| Blanco    | DNS - No empezó (carrera)                                               |
| Blanco    | WD - Retirado (fin de semana)                                           |
| Blanco    | C - Carrera cancelada                                                   |
| Sin color | DNP - Inscrito pero no participó                                        |
| Sin color | INJ - Lesionado                                                         |
| Sin color | EX - Excluido                                                           |
| Estado    | Resultado                                                               |
| Negrita   | Pole position                                                           |
| Cursiva   | Vuelta rápida                                                           |
| x         | Posición en carrera sprint                                              |
| †         | Abandona, pero clasifica al completar el porcentaje requerido para ello |